# Edward Schaumberg Quade
Edward Schaumberg Quade (28 de junho de 1908 – 4 de junho de 1988) foi um matemático estadunidense, que na RAND Corporation trabalhou com séries trigonométricas e análise de sistemas.
Obteve um doutorado em 1936 na Universidade Brown, orientado por Jacob Tamarkin.